# سوئیس (کارولینای شمالی)
سوییس (به انگلیسی Swiss) یک مکان پرجمعیت در شهرستان یانسی ایالت کارولینای شمالی در ایالات متحده آمریکا می‌باشد که ارتفاع آن ۲۵۷۶فوت (۸۴۰متر)است.